# Coalinga
Coalinga é uma cidade localizada no estado americano da Califórnia, no Condado de Fresno. Foi incorporada em 3 de abril de 1906.

## Geografia
De acordo com o United States Census Bureau, a cidade tem uma área de 15,9 km², onde 15,8 km² estão cobertos por terra e 0,1 km² por água.

## Demografia
Segundo o censo nacional de 2010, a sua população é de 13 380 habitantes e sua densidade populacional é de 844,13 hab/km². Possui 4 344 residências, que resulta em uma densidade de 274,06 residências/km².

## Lista de marcos
A relação a seguir lista as entradas do Registro Nacional de Lugares Históricos em Coalinga.
- Birdwell Rock Petroglyph Site
- Coalinga Polk Street School